# Щелкановцев Сергій Павлович
Сергій Павлович Щелкановцев (13 березня 1966, Орджонікідзе, СРСР — 3 серпня 2003, Харків) — український рок-музикант, радіо- та телевізійний ведучий, член Спілки журналістів України. Відомий під псевдонімом «Сер». На початку 80-х він стояв біля витоків «першої хвилі харківського року». Лідер рок-гурту «КПП» (спочатку скорочено «КровьПролітПросвет»). Учасник гурту «Рок-Фронт» Олександра Чернецького і red-wave групи «Фабрика». В 1991—1992 роках «КПП» організувала та провела успішний тур «Залізний Марш по Україні» за участю популярних хард-рок груп. Щелкановцев прославився в Україні скандальним висуненням себе кандидатом в депутати Верховної Ради України 1994 року.

## Біографія

### Народження, ранні роки
Сергій народився в родини музикантів. У віці двох місяців батьки з сином переїхали до Харкова. З 1973 по 1980 навчався в середній школі № 12. З 1980 по 1983 навчався в середній школі № 27 з математичним ухилом. З 1984 по 1986 служив в армії, в Ленінградському військовому окрузі. Навчався в Харківському інституті радіоелектроніки, спеціальність прикладна математика. Батьки — професійні симфонічні музиканти. Будучи дитиною, навчався грі на фортепіано. З 11 років, захопившись рок-н-ролом, пише тексти пісень та музику, намагається грати в різних групах. В 1981 р. — в компанії з Костянтином Костенком та другом дитинства, а пізніше напарником в різних проектах Сергієм Кривулєю зібрав першу повноцінну рок-групу «Катарсис». 1981—1983 рр.. — зростає популярність та професіоналізм у молодіжному середовищі. Репертуар до цього часу складається майже повністю з його власних пісень.

### Становлення
З 1986 по 1991 працював позаштатним кореспондентом газети «Ленінська зміна» (м. Харків). В цей же час приєднується до музичного проекту «Рок-Фанат» (перейменований «Рок-Фронт») Олександра Чернецького (згодом лідер рок-груп «ГПД», «Різні люди»). В 1988 створює власну групу «КПП», орієнтовану суто на важку музику, суміш треш, панк і хард року. В 1989 був редактором самвидавного журналу «Рок-н-рольна Харківщина» (відомий лише один номер 1/1989). А до «Рок-н-рольної Харківщини» під редакцією Сергія Олійника вийшли три номери самвидавного журналу «Рок-Кур'єр Харківщини». У третьому номері під псевдонімом «Містер Лорд» була опублікована стаття сера " Ублюжья частка «хмарного краю» — чудова рецензія на альбоми групи «Хмарний край».
З 1990 по 1995 був автором та ведучим щотижневої телепрограми про рок-музику на каналі «Тоніс» — «Під Веселим Роджером». В 1989—1993 на каналі 2х2 знімав скетч-шоу «Батуалло», в головних ролях брала участь група «КПП». У передачі Сергій відзначився як сценарист, актор, автор та ведучий. Кожний випуск йшов 6-7 хвилин та являв собою збірник пародій на кліпи, новини та реклами.
Перший склад гурту «КПП», 1988 рік: Щелкановцев «СЕР» (вокал, музика, тексти), Олександр Еленевіч, Михайло Антонов (гітара), Олександр Букрєєв (басист) та Віталій Болховітін (ударні). У студії Харківської консерваторії робиться перший запис — англомовний альбом «Never Old For Heavy Metal», пізніше виходить її російськомовна версія «Механізм дав збій». Правда була спроба раніше створити перший альбом «КПП» під назвою «живіший за всіх живих». Запис було попередньо зроблено в порожньому концертному залі Вадимом Гарбузом, а потім на квартирі при микшировании було накладено шум залу. Цікаво але зводили те, що не зводилося цілий день на тверезі голови. Було випито літра чотири азербайджанського чаю № 400 та вибито децибелами залишки мізків у СЕРовського заст. декана факультету обчислювальної техніки, який проживав поверхом нижче. Зате вже вранці Сергій зміг оголосити, що випущений перший альбом групи «КПП». Саме на цей альбом одразу ж вийшла саркастична рецензія в «Рок-Кур'єрі Харківщини № 5» під назвою «Залізна хода» КПП " (Перший альбом шаленого сера) ". Одночасно виходить рецензія на альбом і в саміздтівському журналі «Положення Справ» під редакцією Сергія Мясоєдова. А вже потім був студійний запис «живіший за всіх живих». Але це було потім… 1989 рік — «КПП» тріумфально виступає на епохальному рок-фестивалі «Рок проти сталінізму» на одній сцені з такими зірками російського року, як «Чай Ф», «Громадянська оборона», «Калинів Міст», «Веселі Картинки», "ВВ"та ін., а також на знаменитому "Рок-н-ролі Таврійському"у місті Нова Каховка (пізніше став одіозними «Таврійськими Іграми»). Починається гастрольна діяльність групи по всій території колишнього СРСР. Але широку популярність група набуває після приходу гітариста Володимира Гальперіна та барабанщика Євгена Терновського. Сергій Троїцький (Павук) запросив «КПП» в Корпорацію Важкого Рока, і допоміг групі укласти контракт з SNC-Records на випуск альбому «Свавілля». Також пісня «Deaf For Your Prayers» увійшла до компіляції фірми Moroz-Records «Metal From Russia», представлену на ярмарку MIDEM в Каннах.
У рамках туру «Залізний Марш по Україні», організаторами та учасниками якого стали КПП, проведено близько 100 концертів у містах Харків, Київ, Дніпропетровськ, Луганськ, Кіровоград, Рівне, Кривий Ріг, Макіївка, Краматорськ, Красноармійськ, Одеса, Жовті Води та ін Хедлайнерами туру були рок-групи «КПП», «Корозія Металу» (з Сергієм Троїцьким, відомим як павук). Періодично в турі брали участь «Арія», московські «Кронер», «Залізний потік», а також різні місцеві групи. Пік туру — 15 тис. фанатів на повністю розпродані квитки стадіону «Металіст» м. Харків, і 3 тис. фанів у державному концертному залі «Україна» на концерті в Києві. Другий офіційний альбом, записаний в студії «Aria-Records» та випущений на фірмі « СОЮЗ» 1995 року «Кулак тобі в щелепу, сокиру тобі в череп», потрапив до деяких хіт-парадів і на радіо, а кліп, знятий під час концерту в ЦПКіВ «Парк Горького» в Москві на пісню «Зустрінемося в пеклі», транслювався по кабельних мережах України та Росії. Серпневий дефолт 1998 року зірвав випуск нового альбому «Voodoo Muppet Show» і ряд телевізійних та радіо проектів Сера. Щелкановцев так само був організатором концертів Олександра Чернецького («ГПД», «Рок-фронт», «Різні люди»).

1994 року Щелкановцев стає кандидатом у депутати Верховної Ради Україна. Висування супроводжується скандалами, стьобом, спробами жартувати над здавалося б серйозними речами. Ось уривок з його Програми: 
Харків'яни, земляки та землячки, а також гості нашого виборчого округу! Це я кажу, коротше, ви зрозуміли хто. Називайте мене просто — Сер.
Ви жили при комуністах, націонал-патріотів та інших панах, котрі не потребують коментарів, але ви ніколи ще не жили при мені. У нас є шанс. Я нічого не розумію в політиці та економіці, але я знаю одне — люди хочуть жити добре і люди повинні жити добре. Мій девіз — «Добре працюємо — добре відпочиваємо» (втім, перше не обов'язково). Я завжди говорив: нагодуйте народ — вони не нагодували. Я говорив: Не піднімайте ціни на алкоголь — вони підняли. Я говорив: Не зліть людей — вони розлютили. Я говорив… а вони… Достатньо розмовляти, я вирішив діяти. Кожний, хто віддасть мені перевагу, зможе переконатися, наскільки я краще. Всі, починаючи з комуністів, твердили нам: не ми, так наші діти заживуть щасливо. Я кажу — станемо ж щасливими за життя.
У тому ж році Щелкановцев з друзями відкривають власний магазин музичної атрибутики «Під Веселим Роджером», що розташовувався на вулиці Маршала Батицького та паралельно Сергій веде програму «Радіомолотілка» на харківському «Радіо-50».
1996 року зняті два випуски кулінарної передачі про кухні народів світу (ще до передач «Смак» та «Смачно з Бурдою»), але через фінансові проблеми передача закрита. 1998 рік — знята комп'ютерна телепередача.

### Розквіт, зрілі роки
2000 року вступив у Спілку журналістів, вів професійну діяльність на телебаченні, радіо, в пресі. З 2002 року — музичний редактор щотижневої газети «Арт-Мозаїка», що видається на Україну. Але як журналіст, Сергій придбав широку популярність, ставши ведучим рубрики «самописки». Це був свого роду форум, «зворотний зв'язок» в газеті. Знайомства по інтересах, питання буття, любові та дружби, честі, збіговиська фанатів всіляких музичних груп і артистів, теми самотності та «крик душі» тих, хто розчарувалися в цьому житті. 2002 року — початок роботи над новим проектом, телевізійним гумористичним серіалом. Знятий пілотний випуск. Основна робота була намічена на вересень 2003 року, але не відбулася.

### Смерть
2 серпня 2003 року Сергію була зроблена операція, після якої його стан погіршився. Сергій Щелкановцев помер у віці 37 років у ніч з 2 на 3 серпня 2003 року в Другій міській лікарні Харкова від тромбоемболії. Прах Сергія Щелкановцева похований на 13-му міському кладовищі.
13 вересня 2003 року пройшов концерт пам'яті Сера. Крім харківських музикантів: «Mirandola», Сергій Кривуля, «КПП», «V.I.P'S», у концерті так само взяли участь колишні харків'яни Сергій Чиграков (Чиж), Олександр Чернецький («Різні люди») з Санкт-Петербурга, а також група «Ток» (Дніпропетровськ).
2005 року було розпочато збір коштів на виготовлення та встановлення пам'ятника Серу.

## Список творів
Видані альбоми:
1. «Never Old For Heavy Metal» 1988 р. (англомовний альбом)
2. «Механізм дав збій», 1989 р. (російськомовна версія альбому)
3. «Свавілля», 1991—1993 р. (SNC)
4. «Кулак тобі в щелепу, сокиру тобі в череп», 1995 р. (Союз)
5. «Never Old For Heavy Metal — 9 Years Of Motherf***in' Songs» 1997 р. (Союз, збірник найкращих речей 1988—1997 рр.)[15].
6. «4», 2002 р. (перевидані твори)
7. «День Народження СЕРА With Little Help Of His Friends» 2004 р. (Арт-М, залів альбом КПП, концерт друзів пам'яті сера)

Пісні у складі збірок:
- «Deaf For Your Prayers» — збірка «Metal From Russia» 1995 р.
- «Cowboy» — збірка «Russian Metal Ballads-1» (Moroz) 1997 р.
- «Planet» — збірка «Залізний Марш № 3» 1995 р.
- «Кулак тобі в щелепу» — збірка «Залізний Марш № 6» 1999 р.
- «Іж планета та Ватер Мен» — збірка «Залізний Марш № 7» 2000 р.

Відеокліпи:
- КПП «Зустрінемося в Аду» (на збірці «Залізний Марш»)
- КПП «Тарантіно»
- КПП «Voodoo Muppet Show»

## Цікаві факти
- У пісні Олександра Чернецького «Нехай сьогодні ніхто не помре» є куплет, присвячений Сергію Щелкановцеву[16].

І згасне зірка над Лопань-рікой,

І вечірній Харків засне потроху,

Під «Веселим Роджером», як «Нормальний ковбой»,

І посміхнеться, знову згадавши Серьогу.